# El escudero valiente
El escudero valiente (título original en inglés. The Plucky Squire) es un videojuego de acción y aventuras desarrollado por la compañía independiente All Possible Futures y publicado por Devolver Digital. El videojuego fue publicado el 17 de septiembre de 2024, para las plataformas PlayStation 5, Xbox Series X/S, Nintendo Switch y Windows. El juego sigue las mágicas aventuras de Jota y sus amigos, quienes descubren un mundo tridimensional fuera de las páginas de su libro.

## Premisa
El escudero valiente se centra en el heroico Jota, quien es expulsado de su libro de cuentos por el villano Gruñonzón, lo que obliga a Jota a explorar y enfrentarse a desafíos tanto dentro de su libro de cuentos como en el mundo exterior. Cuando el malvado Gruñonzón se da cuenta de que él es el villano de la historia, que está destinado a ser derrotado por las fuerzas de la justicia lideradas por el heroico Jota, expulsa al héroe de sus páginas, cambiando la historia para siempre.
Para restaurar el final feliz del libro de cuentos y salvar a sus amigos de las fuerzas oscuras de Gruñonzón, Jota debe enfrentar varios desafíos como nunca antes había visto. En su viaje para restaurar el final del libro, Jota descubre que puede saltar entre los mundos 2D y 3D y se encuentra con acertijos que debe resolver y pequeños desafíos que completar, como boxear tejones, volar con una mochila propulsora, y muchos más obstáculos, mientras se convierte en el héroe de un libro de cuentos viviente.

## Desarrollo
El escudero valiente fue desarrollado por el estudio de juegos independiente All Possible Futures, fundado por James Turner y Jonathan Biddle. Antes de cofundar All Possible Futures, Turner fue diseñador para Game Freak y dirigió el videojuego HarmoKnight, así como el arte de varios juegos de Pokémon. El cofundador Biddle trabajó anteriormente con Devolver Digital como director creativo del juego The Swords of Ditto y fundó el estudio Onebitbeyond, que también desarrolló el juego.
Los personajes Jota y Moonbeard fueron creados originalmente por Turner para un cómic en línea antes de usarlos para The Plucky Squire. El actor inglés Philip Bretherton actúa como narrador del juego. 
En un principio su lanzamiento estaba previsto para 2023,  pero Devolver anunció en agosto del mismo su retraso hasta 2024. El 15 de agosto de 2024, se anunció su fecha de lanzamiento para el 17 de septiembre, solo en formato digital. El lanzamiento de la edición física para las plataformas PlayStation 5 y Nintendo Switch está previsto para el 21 de febrero de 2025. Devolver Digital también ha confirmado que este es su primer juego en el que adaptan el título a diferentes idiomas, tales como español, francés, alemán, portugués brasileño y ruso, así como que también incluirá doblaje al español.

## Recepción
El escudero valiente recibió críticas "generalmente favorables" según el agregador de reseñas Metacritic, alcanzando una valoración de 85/100 en su versión para PC, y de 81/100 en la de PlayStation 5.